# الحاوي (مسلسل)
الحاوي هو مسلسل دراما مصري من إخراج يحيى العلمي وبطولة فاروق الفيشاوي، إلهام شاهين، معالي زايد، أسامة عباس ورشوان توفيق.

## نبذة
(عبلة) فتاة تهرب من أهلها وتقابل (فتحي) الذي يحبها ولكنه يفكر دائمًا في مصلحته حيث يزوجها للثري الخليجي الذي يعمل عنده، تنجب منه ولكنها لا تتحمل معاملته وتطلب الطلاق ويساعدها (فتحي) في استرجاع ابنها ولكنه ومن جديد يفضل مصلحته ويخبر الثري الخليجي.

## طاقم العمل
- فاروق الفيشاوي بدور فتحي - سنقر [1]
- إلهام شاهين بدور عبلة
- معالي زايد بدور عزة
- أسامة عباس بدور سليمان
- رشوان توفيق بدور الحاج سبيرو
- شوقي شامخ بدور ناجي
- محمد كامل بدور محمد
- نادية فهمي بدور سعادة
- حنان سليمان بدور شاهندة
- كريمة مختار بدور أم أحمد
- مريم فخر الدين بدور إلين